# Kolo Touré
Kolo Habib Touré (ur. 19 marca 1981 w Bouaké) –iworyjski piłkarz, który grał na pozycji środkowego obrońcy; starszy brat Yayi i Ibrahima.
Swoją karierę zaczynał w roku 2000 w juniorskim zespole ASEC Mimosas. Dwa lata później przeszedł do Arsenalu, a kolejnymi jego klubami były Manchester City i Liverpool. Z drugim z wymienionych klubów zdobył tytuł mistrza Anglii. W reprezentacji swojego kraju począwszy od 2000 roku wystąpił 117 razy. Wziął udział w trzech Mundialach i siedmiu Pucharach Narodów Afryki; w tych ostatnich zdobył złoty i dwa srebrne medale.

## Kariera klubowa

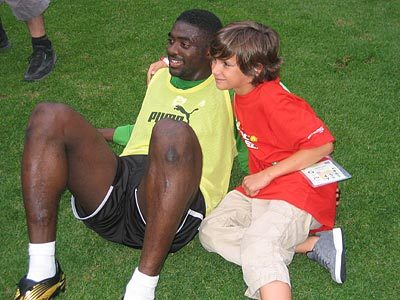
Kolo Touré wraz z młodym kibicem

### Początki
Kolo Touré urodził się w Bouaké, ponad siedemsettysięcznej miejscowości w środkowej części Wybrzeża Kości Słoniowej. Swoją karierę piłkarską rozpoczął w roku 2000 w drużynie juniorów klubu z byłej stolicy kraju – ASEC Mimosas. Występował tam aż do roku 2002, po czym rozpoczął karierę w Europie.

### Arsenal
O Touré Arsenal dowiedział się poprzez belgijską drużynę KSK Beveren, z którą Kanionierzy mają powiązania. Do drużyny z Emirates Stadium przeszedł w lutym 2002 roku za kwotę 150 tysięcy funtów po daniu mu pozwoleniu na pracę, z czym nie było problemów, ponieważ wcześniej zaliczył debiut w reprezentacji. W debiutanckim sezonie nie zagrał w pierwszym zespole ani jednego spotkania, mimo to wraz z drużyną zdobył Tarczę Wspólnoty. 11 sierpnia tego samego roku w meczu w ramach Tarczy Wspólnoty z Liverpoolem zadebiutował w wyjściowym składzie. W Premier League zadebiutował tydzień później, kiedy to zagrał w meczu z Birminghamem City. 1 września w wygranym 4:1 ligowym meczu z Leeds United zdobył pierwszą bramkę dla Arsenalu. 12 listopada w spotkaniu z PSV Eindhoven dostał swoją pierwszą w karierze czerwoną kartkę. W tym roku zdobył Puchar Anglii. Od tego sezonu stał się jednym z podstawowych piłkarzy swojej ekipy i grał w linii obrony między innymi z Solem Campbellem. Rozgrywki te zakończył z dwudziestoma sześcioma ligowymi meczami i siedmioma pucharowymi.
W następnych rozgrywkach wystąpił już w trzydziestu siedmiu ligowych pojedynkach, a jego drużyna zakończyła sezon na pierwszym miejscu w tabeli, co dało jej tytuł Mistrza Anglii. Drugim sukcesem, który osiągnął Touré w tym sezonie, było zdobycie Tarczy Wspólnoty poprzez wygranie 3:1 z Manchesterem United w finale tych rozgrywek. W sezonie 2004/2005 o miejsce w obronie Arsenalu wraz z Campbellem walczył z Phillippem Senderosem oraz z Pascalem Cyganem. W tych rozgrywkach zdobył także po raz drugi Puchar kraju pokonując w finale w serii rzutów karnych Manchester United, on sam zagrał od pierwszej minuty tego spotkania.

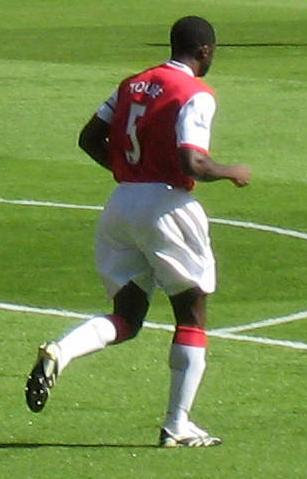
Touré jako kapitan Arsenalu w sezonie 2007/08

W następnym sezonie z powodu kontuzji Sola Campbella Touré w linii obrony grał z Senderosem. Arsenal po jego golu strzelonym w półfinale Ligi Mistrzów awansował do finału, w którym zmierzył się z FC Barceloną. Mecz zakończył się porażką Arsenalu 2:1 po golach Eto’o i Bellettiego, honorowe trafienie dla jego ekipy zaliczył jego partner z obrony, Sol Campbell. W tych rozgrywkach Arsenal stracił tylko cztery bramki oraz odniósł passę dziesięciu zwycięstw z rzędu, co do dziś jest rekordem. Po pokonaniu Juventusu otrzymał przydomek Afrykański Fabio Cannavaro.
W następnym sezonie otrzymał koszulkę z numerem 5, którą nosił wcześniej Martin Keown. W sierpniu 2006 roku podpisał nowy, czteroletni kontrakt z Arsenalem, według którego zarabiał około 70 tysięcy funtów tygodniowo, po czym powiedział:

W tym klubie chcę pozostać do końca mojej piłkarskiej kariery. Nie chciałym nigdy opuszczać tego miejsca, ponieważ kocham grać tutaj w piłkę, a co najważniejsze moja rodzina się tutaj zadomowiła

Ten klub jest fantastyczny i ma wielki potencjał. Za każdym razem kiedy gram kibice wspierają mnie duchowo i dopingują z każdej strony

Touré zajął także w plebiscycie na najlepszego piłkarza Arsenalu trzecie miejsce zaraz po Gilberto Silvie i Cescu Fàbregas. Rozgrywki w sezonie 2006/2007 zakończył z trzydziestoma ligowymi występami, jednym pucharowym oraz dziesięcioma w europejskich pucharach.
W następnym sezonie został wicekapitanem drużyny, którym wcześniej był Gilberto Silva. Pierwszy raz kapitanem Arsenalu był w wygranym 6:3 spotkaniu Carling Cup z Liverpoolem. Kapitanem był również podczas półfinałowego meczu z Tottenhamem Hotspur. Arsenal doszedł również do finału tych rozgrywek, w którym przegrał 2:1 z Chelsea. W doliczonym czasie gry Touré otrzymał czerwoną kartkę. Kolo tworzył duet środkowych obrońców wraz z Willamem Gallasem. 20 października 2007 roku w meczu z Boltonem Wanderers zdobył bramkę z rzutu wolnego. Sezon ten zakończył z trzydziestoma ligowymi występami, dwoma pucharowymi oraz dziewięcioma w europejskich pucharach. Arsenal rozgrywki Premier League zakończył na trzecim miejscu. 10 stycznia 2009 roku został mianowany na tymczasowego kapitana zespołu. Sezon 2008/2009 zakończył z 29 ligowymi występami.

### Manchester City

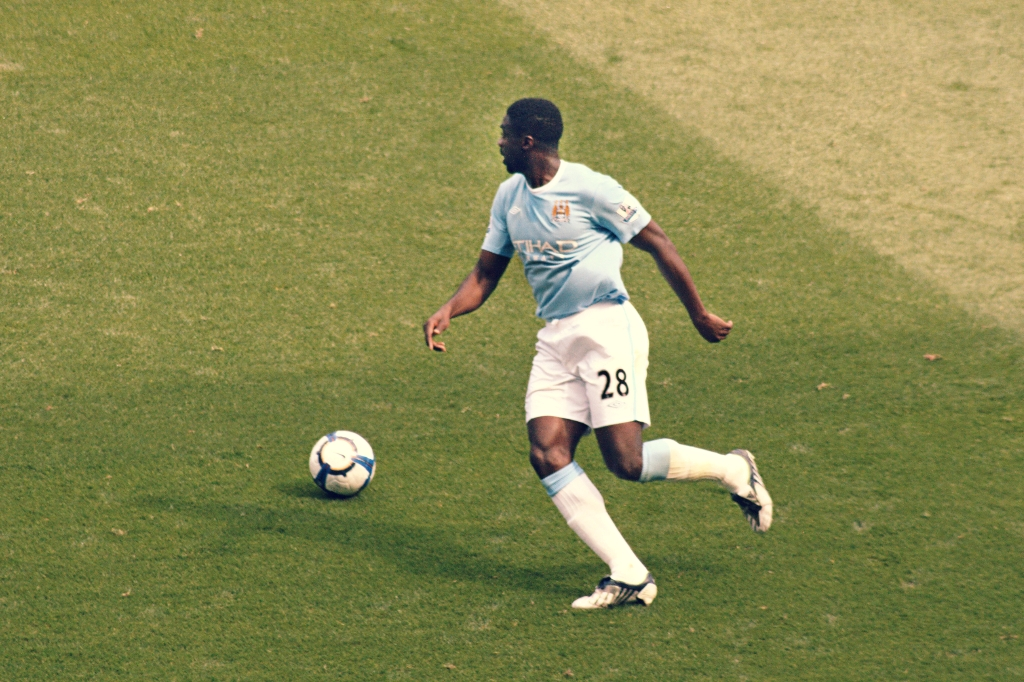
Touré w barwach Manchesteru City

29 lipca 2009 roku podpisał czteroletni kontrakt z Manchesterem City opiewający na 16 milionów funtów. Trener Mark Hughes ustanowił go kapitanem. W nowym klubie zadebiutował 15 sierpnia w meczu ligowym z Blackburn Rovers. 7 listopada w spotkaniu z Burnley (3:3) zdobył pierwszą ligowa bramkę dla Manchesteru City. W jego pierwszym sezonie w klubie zajął piąte miejsce, tracąc tylko trzy punkty za Tottenhamem Hotspur. 2 lipca 2010 roku do City dołączył jego brat Yaya, za którego klub zapłacił około 24 miliony funtów.
Na początku sezonu 2010/11 trener Roberto Mancini zabrał mu opaskę kapitańską i dał ją Carlosowi Tevezowi. Jednak pozostawał w planach trenera, który regularnie stawiał na niego w linii defensywy. 20 grudnia 2010 roku został wyrzucony z boiska w przegranym meczu z Evertonem. 3 marca 2011 roku ujawniono, że w organizmie Toure wykryto niedozwolone środki dopingowe i został zawieszony. Światowa Agencja Antydopingowa zawiesiła go na sześć miesięcy. W sezonie 2011/12 zagrał 14 spotkań w barwach Citizens i zdobył pierwsze od 44 lat mistrzostwo Anglii dla klubu.

### Liverpool F.C.
28 maja 2013 roku, po wygaśnięciu kontrakty z the Citizens, ogłoszono porozumienie pomiędzy zawodnikiem a Liverpoolem. Na jego mocy po otwarciu okna transferowego 1 lipca Touré ma podpisać kontrakt z the Reds.

### Celtic
25 lipca 2016 roku podpisał roczny kontrakt ze szkockim Celtikiem Glasgow.
10 sierpnia 2017 roku oficjalnie zakończył piłkarską karierę.

### Statystyki
Aktualne na dzień 18 maja 2016 r.
| 2002/03            | Arsenal            | Premier League       | 26  | 2  | 5  | 0 | 1  | 0 | 7  | 0 | 40  | 2  |
| 2003/04            | Arsenal            | Premier League       | 37  | 1  | 5  | 2 | 2  | 0 | 10 | 0 | 55  | 3  |
| 2004/05            | Arsenal            | Premier League       | 35  | 0  | 6  | 1 | 0  | 0 | 8  | 0 | 50  | 1  |
| 2005/06            | Arsenal            | Premier League       | 33  | 0  | 0  | 0 | 0  | 0 | 12 | 1 | 46  | 1  |
| 2006/07            | Arsenal            | Premier League       | 35  | 3  | 4  | 1 | 4  | 0 | 10 | 0 | 53  | 4  |
| 2007/08            | Arsenal            | Premier League       | 30  | 2  | 2  | 0 | 0  | 0 | 9  | 0 | 41  | 2  |
| 2008/09            | Arsenal            | Premier League       | 29  | 1  | 3  | 0 | 0  | 0 | 9  | 0 | 41  | 1  |
| 2009/10            | Manchester City    | Premier League       | 31  | 1  | 1  | 0 | 3  | 1 | –  | – | 35  | 2  |
| 2010/11            | Manchester City    | Premier League       | 22  | 1  | 2  | 0 | 0  | 0 | 5  | 0 | 29  | 1  |
| 2011/12            | Manchester City    | Premier League       | 14  | 0  | 3  | 0 | 0  | 0 | 3  | 0 | 20  | 0  |
| 2012/13            | Manchester City    | Premier League       | 15  | 0  | 2  | 0 | 1  | 0 | 0  | 0 | 18  | 0  |
| 2013/14            | Liverpool          | Premier League       | 20  | 0  | 2  | 0 | 2  | 0 | –  | – | 24  | 0  |
| 2014/15            | Liverpool          | Premier League       | 12  | 0  | 3  | 0 | 3  | 0 | 3  | 0 | 21  | 0  |
| 2015/16            | Liverpool          | Premier League       | 14  | 1  | 0  | 0 | 4  | 0 | 8  | 0 | 26  | 1  |
| 2016/17            | Celtic             | Scottish Premiership | 9   | 0  | 1  | 0 | 1  | 0 | 6  | 0 | 17  | 0  |
| Łącznie w karierze | Łącznie w karierze | Łącznie w karierze   | 352 | 12 | 38 | 4 | 20 | 1 | 84 | 1 | 498 | 18 |

## Kariera reprezentacyjna
W reprezentacji Wybrzeża Kości Słoniowej zadebiutował w kwietniu 2000 roku w meczu z reprezentacją Rwandy. W styczniu 2006 roku wystąpił we wszystkich sześciu meczach Pucharu Narodów Afryki, na którym jego reprezentacja dotarła do finału, w którym przegrała w rzutach karnych z Egiptem. W tym samym roku został powołany przez Henriego Michela do kadry na mundial. Na niemieckich boiskach Słonie nie awansowały do fazy pucharowej, zajmując w swojej grupie trzecią lokatę a on sam zagrał w dwóch meczach. 8 października tego samego roku w wygranym 5:0 meczu eliminacji do PNA 2008 z Gabonem zdobył swoją pierwszą bramkę w kadrze. W finale PNA 2012 nie wykorzystał rzutu karnego.
Reprezentacyjną karierę zakończył po finale Pucharu Narodów Afryki 2015, w którym po rzutach karnych Wybrzeże Kości Słoniowej pokonało Ghanę.

## Sukcesy

### ASEC Mimosas
- Afrykański Super Puchar: 1999

### Arsenal
- Mistrzostwo Anglii: 2003/04
- Puchar Anglii: 2002/03, 2004/05
- Tarcza Wspólnoty: 2002, 2004

### Manchester City
- Mistrzostwo Anglii: 2011/12
- Puchar Anglii: 2010/11
- Tarcza Wspólnoty: 2012

### Celtic
- Mistrzostwo Szkocji: 2016/17
- Puchar Szkocji: 2016/17
- Puchar Ligi Szkockiej: 2016/17

### Reprezentacyjne
- Puchar Narodów Afryki: 2015
- Wicemistrzostwo Pucharu Narodów Afryki: 2006, 2012